# Szpiedzy tacy jak my
Szpiedzy tacy jak my – amerykańska komedia z okresu zimnej wojny (1985 r.).

## Obsada
- Dan Aykroyd – Austin Millbarge
- Chevy Chase – Emmett Fitz-Hume
- Steve Forrest – Generał Sline
- Donna Dixon – Karen Boyer
- Bruce Davison – Ruby
- Bernie Casey – Pułkownik Rhumbus
- William Prince – Keyes
- Tony Cyrus – Khan
- Martin Brest – ochroniarz
- Charles McKeown – Jerry Hadley
- Vanessa Angel – Radziecka Obsługa Rakiet
- Edwin Newman – on sam
- Joel Coen – ochroniarz
- Heidi Sorenson – Alice
- Frank Oz – egzaminator podczas testu na agenta Amerykańskich Służb Wywiadowczych

## Opis fabuły
Fabuła opowiada o Emmecie i Austinie – dwóch młodych Amerykanach, którzy chcieli zostać szpiegami, a zostają przyjęci do CIA tylko po to, żeby odwrócić uwagę KGB od planowanej misji prawdziwych szpiegów. Rosjanie są postrzegani przez twórców filmu w krzywym zwierciadle jako typowi przedstawiciele "demoludów", gdzie tylko oficerowie radzieckich służb specjalnych są sprytni. Po zabawnych perypetiach "agentom" udaje się wykonać misję, prawdziwym szpiegom też. Sceny prezentujące Pamir, pogranicze ZSRR i Afganistanu zostały nakręcone w różnych miejscach USA i Norwegii.